# Campionat del món d'handbol masculí de 2011

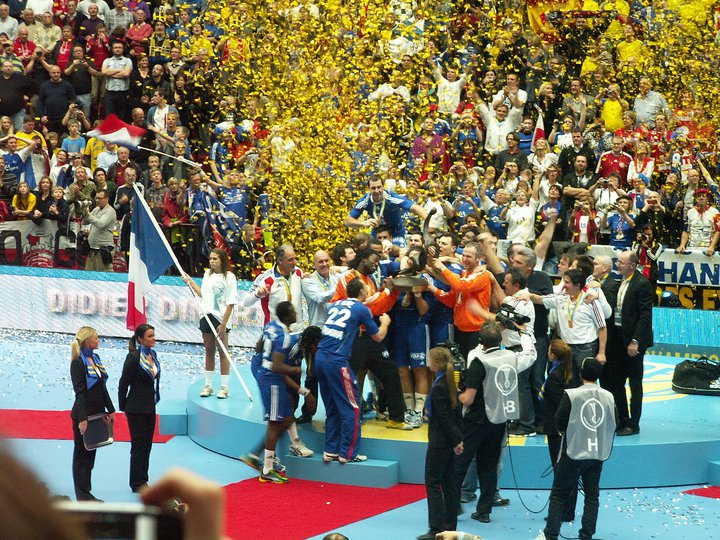
França celebra el seu quart títol mundial

El XXII Campionat mundial d'handbol masculí, conegut també com a World Men's Handball Championship 2011, fou la 22a edició del Campionat mundial d'handbol masculí celebrat entre els dies 14 i 30 de gener de 2011 a Suècia. La Federació Internacional d'Handbol va organitzar el campionat a les ciutats de Malmö, Lund, Kristianstad, Göteborg, Skövde, Jönköping, Linköping i Norrköping.
Un total de 24 seleccions nacionals van competir pel títol de campió del món, que tenia la selecció de França, guanyadora del Mundial de 2009. La selecció francesa va revalidar el títol, conquerint per quarta vegada el campionat, en vèncer a la final a la selecció de Dinamarca a la pròrroga, per 37 gols a 35. L'equip espanyol va obtenir la medalla de bronze, la seva segona medalla en aquest torneig, després de l'or obtingut a Tunísia 2005.
Amb aquesta victòria França també va obtenir l'única plaça directa pels Jocs Olímpics de Londres de 2012.

## Seus
| Foto | Grup               | Ciutat       | Pavelló                        | Capacitat |
| ---- | ------------------ | ------------ | ------------------------------ | --------- |
|      | A i fase final     | Kristianstad | Kristianstad Arena             | 4.500     |
|      | B                  | Linköping    | Cloetta Center                 | 8.500     |
|      | B                  | Norrköping   | Himmelstalundshallen           | 4.300     |
|      | A, C i II          | Lund         | Färs och Frosta Sparbank Arena | 3.000     |
|      | C, II i fase final | Malmö        | Malmö Arena                    | 13.700    |
|      | D                  | Göteborg     | Scandinavium                   | 12.044    |
|      | I                  | Jönköping    | Kinnarps Arena                 | 7.000     |
|      | Copa President     | Skövde       | Arena Skövde                   | 2.500     |

## Àrbitres
Les divuit parelles arbitrals del campionat es varen anunciar el 25 d'octubre de 2010, i foren les següents:
| País          | Àrbitres                           |
| ------------- | ---------------------------------- |
| Algèria       | Kacem Mezian Othmane Si Bachir     |
| Argentina     | Carlos Marina Darío Minore         |
| Brasil        | Jesus Menezes Rogério Pinto        |
| Costa d'Ivori | Yalatima Coulibaly Mamadou Diabaté |
| Txèquia       | Václav Horáček Jiří Novotný        |
| Dinamarca     | Per Olesen Lars Ejby Pedersen      |
| França        | Nordine Lazaar Laurent Reveret     |
| Alemanya      | Lars Geipel Marcus Helbig          |
| Iran          | Mohsen Karbaschi Majid Kolahdouzan |

| Country             | Referees                            |
| ------------------- | ----------------------------------- |
| Macedònia del Nord  | Slave Nikolov Gjorgi Nachevski      |
| Noruega             | Kenneth Abrahamsen Arne Kristiansen |
| Romania             | Bogdan Stark Romeo Ştefan           |
| Eslovènia           | Nenad Krstič Peter Ljubič           |
| Sèrbia              | Nenad Nikolić Dušan Stojković       |
| Eslovàquia          | Michal Baďura Jaroslav Ondogrecula  |
| Espanya             | Óscar Raluy Ángel Sabroso           |
| Suècia              | Rickard Canbro Mikael Claesson      |
| Emirats Àrabs Units | Omar Al-Marzouqi Mohammad Al-Nuaimi |

## Grups
| Grup A   | Grup B   | Grup C    | Grup D        |
| -------- | -------- | --------- | ------------- |
| Alemanya | Àustria  | Algèria   | Argentina     |
| Bahrain  | Brasil   | Austràlia | Xile          |
| Egipte   | Hongria  | Croàcia   | Corea del Sud |
| Espanya  | Islàndia | Dinamarca | Eslovàquia    |
| França   | Japó     | Romania   | Polònia       |
| Tunísia  | Noruega  | Sèrbia    | Suècia        |

## Primera Fase
- Tots els partits a l'hora local de Suècia (UTC+1).

Els primers tres de cada grup arriben a la fase principal. Els equips restants juguen entre si pels llocs del 13 al 24.

### Grup A
| Equip    | J | G | E | P | GF  | GC  | DG  | PTS |
| -------- | - | - | - | - | --- | --- | --- | --- |
| França   | 5 | 4 | 1 | 0 | 159 | 106 | +53 | 9   |
| Espanya  | 5 | 4 | 1 | 0 | 139 | 110 | +29 | 9   |
| Alemanya | 5 | 3 | 0 | 2 | 151 | 125 | +26 | 6   |
| Tunísia  | 5 | 1 | 0 | 4 | 114 | 137 | -23 | 2   |
| Egipte   | 5 | 1 | 0 | 4 | 115 | 139 | -24 | 2   |
| Bahrain  | 5 | 1 | 0 | 4 | 105 | 166 | -61 | 2   |

- Resultats

| Data  | Hora  | Partit   | Partit | Partit    | Resultat |
| ----- | ----- | -------- | ------ | --------- | -------- |
| 14.01 | 18:00 | França   | -      | Tunísia¹  | 32-19    |
| 14.01 | 18:15 | Alemanya | -      | Egipte²   | 30-25    |
| 14.01 | 20:15 | Espanya  | -      | Bahrain¹  | 33-22    |
| 16.01 | 16:15 | Bahrain  | -      | Alemanya¹ | 18-38    |
| 16.01 | 17:30 | Tunísia  | -      | Espanya²  | 18-21    |
| 16.01 | 18:45 | Egipte   | -      | França¹   | 19-28    |
| 17.01 | 18:30 | Espanya  | -      | Alemanya¹ | 26-24    |
| 17.01 | 20:30 | França   | -      | Bahrain²  | 41-17    |
| 17.01 | 20:45 | Tunísia  | -      | Egipte¹   | 23-27    |
| 19.01 | 18:00 | Bahrain  | -      | Tunísia²  | 21-28    |
| 19.01 | 18:15 | Alemanya | -      | França¹   | 23-30    |
| 19.01 | 20:30 | Espanya  | -      | Egipte¹   | 31-18    |
| 20.01 | 18:00 | Egipte   | -      | Bahrain²  | 26-27    |
| 20.01 | 18:30 | Alemanya | -      | Tunísia¹  | 36-26    |
| 20.01 | 20:45 | França   | -      | Espanya¹  | 28-28    |

- (¹) – A Kristianstad.
- (²) – A Lund.

### Grup B
| Equip    | J | G | E | P | GF  | GC  | DG  | PTS |
| -------- | - | - | - | - | --- | --- | --- | --- |
| Islàndia | 5 | 5 | 0 | 0 | 157 | 119 | +38 | 10  |
| Hongria  | 5 | 4 | 0 | 1 | 148 | 133 | +15 | 8   |
| Noruega  | 5 | 3 | 0 | 2 | 139 | 136 | +3  | 6   |
| Japó     | 5 | 2 | 0 | 3 | 141 | 161 | -20 | 4   |
| Àustria  | 5 | 1 | 0 | 4 | 144 | 148 | -4  | 2   |
| Brasil   | 5 | 0 | 0 | 5 | 131 | 163 | -32 | 0   |

- Resultats

| Data  | Hora  | Partit   | Partit | Partit    | Resultat |
| ----- | ----- | -------- | ------ | --------- | -------- |
| 14.01 | 17:00 | Islàndia | -      | Hongria¹  | 32-26    |
| 14.01 | 19:10 | Noruega  | -      | Japó¹     | 35-29    |
| 14.01 | 21:30 | Àustria  | -      | Brasil¹   | 32-24    |
| 15.01 | 16:30 | Hongria  | -      | Noruega¹  | 26-23    |
| 15.01 | 18:45 | Japó     | -      | Àustria¹  | 33-30    |
| 15.01 | 21:00 | Brasil   | -      | Islàndia¹ | 26-34    |
| 17.01 | 17:00 | Hongria  | -      | Brasil²   | 36-24    |
| 17.01 | 19:10 | Noruega  | -      | Àustria²  | 33-27    |
| 17.01 | 21:30 | Islàndia | -      | Japó²     | 36-22    |
| 18.01 | 17:00 | Japó     | -      | Hongria²  | 24-28    |
| 18.01 | 19:10 | Noruega  | -      | Brasil²   | 26-25    |
| 18.01 | 21:30 | Àustria  | -      | Islàndia² | 23-26    |
| 20.01 | 17:00 | Brasil   | -      | Japó²     | 32-33    |
| 20.01 | 19:10 | Islàndia | -      | Noruega²  | 29-22    |
| 20.01 | 21:30 | Àustria  | -      | Hongria²  | 30-32    |

- (¹) – A Norrköping.
- (²) – A Linköping.

### Grup C
| Equip     | J | G | E | P | GF  | GC  | DG   | PTS |
| --------- | - | - | - | - | --- | --- | ---- | --- |
| Dinamarca | 5 | 5 | 0 | 0 | 181 | 117 | +64  | 10  |
| Croàcia   | 5 | 3 | 1 | 1 | 148 | 109 | +39  | 7   |
| Sèrbia    | 5 | 2 | 1 | 2 | 139 | 139 | 0    | 5   |
| Romania   | 5 | 2 | 0 | 3 | 132 | 123 | +9   | 4   |
| Algèria   | 5 | 2 | 0 | 3 | 100 | 109 | -9   | 4   |
| Austràlia | 5 | 0 | 0 | 5 | 77  | 180 | -103 | 0   |

- Resultats

| Data  | Hora  | Partit    | Partit | Partit     | Resultat |
| ----- | ----- | --------- | ------ | ---------- | -------- |
| 14.01 | 18:00 | Croàcia   | -      | Romania¹   | 27-21    |
| 14.01 | 20:15 | Dinamarca | -      | Austràlia¹ | 47-12    |
| 14.01 | 20:45 | Sèrbia    | -      | Algèria²   | 25-24    |
| 16.01 | 18:00 | Austràlia | -      | Sèrbia¹    | 18-35    |
| 16.01 | 20:15 | Algèria   | -      | Croàcia²   | 15-26    |
| 16.01 | 20:45 | Romania   | -      | Dinamarca¹ | 30-39    |
| 17.01 | 18:00 | Croàcia   | -      | Austràlia¹ | 42-15    |
| 17.01 | 18:00 | Romania   | -      | Algèria²   | 14-15    |
| 17.01 | 20:15 | Dinamarca | -      | Sèrbia¹    | 35-27    |
| 19.01 | 18:00 | Sèrbia    | -      | Croàcia¹   | 24-24    |
| 19.01 | 20:15 | Dinamarca | -      | Algèria¹   | 26-19    |
| 19.01 | 20:30 | Austràlia | -      | Romania²   | 14-29    |
| 20.01 | 18:00 | Algèria   | -      | Austràlia¹ | 27-18    |
| 20.01 | 20:15 | Croàcia   | -      | Dinamarca¹ | 29-34    |
| 20.01 | 20:30 | Sèrbia    | -      | Romania²   | 28-38    |

- (¹) – A Malmö.
- (²) – A Lund.

### Grup D
| Equip         | J | G | E | P | GF  | GC  | DG  | PTS |
| ------------- | - | - | - | - | --- | --- | --- | --- |
| Suècia        | 5 | 4 | 0 | 1 | 142 | 112 | +30 | 8   |
| Polònia       | 5 | 4 | 0 | 1 | 143 | 123 | +20 | 8   |
| Argentina     | 5 | 3 | 1 | 1 | 133 | 114 | +19 | 7   |
| Corea del Sud | 5 | 2 | 1 | 2 | 137 | 128 | +9  | 5   |
| Eslovàquia    | 5 | 0 | 1 | 4 | 128 | 156 | -28 | 1   |
| Xile          | 5 | 0 | 1 | 4 | 117 | 167 | -50 | 1   |

- Resultats

| Data  | Hora  | Partit        | Partit | Partit        | Resultat |
| ----- | ----- | ------------- | ------ | ------------- | -------- |
| 13.01 | 20:15 | Suècia        | -      | Xile          | 28-18    |
| 14.01 | 18:15 | Corea del Sud | -      | Argentina     | 25-25    |
| 14.01 | 20:15 | Polònia       | -      | Eslovàquia    | 35-33    |
| 15.01 | 16:15 | Xile          | -      | Corea del Sud | 22-37    |
| 15.01 | 18:15 | Eslovàquia    | -      | Suècia        | 22-38    |
| 15.01 | 20:15 | Argentina     | -      | Polònia       | 23-24    |
| 17.01 | 16:15 | Eslovàquia    | -      | Argentina     | 18-23    |
| 17.01 | 18:15 | Polònia       | -      | Xile          | 38-23    |
| 17.01 | 20:15 | Suècia        | -      | Corea del Sud | 30-24    |
| 18.01 | 16:15 | Xile          | -      | Eslovàquia    | 29-29    |
| 18.01 | 18:15 | Corea del Sud | -      | Polònia       | 20-25    |
| 18.01 | 20:15 | Suècia        | -      | Argentina     | 22-27    |
| 20.01 | 16:15 | Corea del Sud | -      | Eslovàquia    | 31-26    |
| 20.01 | 18:15 | Argentina     | -      | Xile          | 35-25    |
| 20.01 | 20:15 | Polònia       | -      | Suècia        | 21-24    |

- (¹) – Tods a Göteborg.

## Segona fase
- Tots els partits a l'hora local de Suècia (UTC + 1).

Els primers dos de cada grup disputen les semifinals.

### Grup I
| Equip    | J | G | E | P | GF  | GC  | DG  | PTS |
| -------- | - | - | - | - | --- | --- | --- | --- |
| França   | 5 | 4 | 1 | 0 | 160 | 129 | +31 | 9   |
| Espanya  | 5 | 4 | 1 | 0 | 148 | 127 | +21 | 9   |
| Islàndia | 5 | 2 | 0 | 3 | 137 | 141 | -4  | 4   |
| Hongria  | 5 | 2 | 0 | 3 | 127 | 147 | -20 | 4   |
| Noruega  | 5 | 1 | 0 | 4 | 133 | 143 | -10 | 2   |
| Alemanya | 5 | 1 | 0 | 4 | 124 | 142 | -18 | 2   |

- Resultats

| Data  | Hora  | Partit   | Partit | Partit   | Resultat |
| ----- | ----- | -------- | ------ | -------- | -------- |
| 22.01 | 16:15 | Espanya  | -      | Noruega  | 32-27    |
| 22.01 | 18:30 | Alemanya | -      | Islàndia | 27-24    |
| 22.01 | 20:45 | França   | -      | Hongria  | 37-24    |
| 24.01 | 16:00 | Islàndia | -      | Espanya  | 24-32    |
| 24.01 | 18:45 | Alemanya | -      | Hongria  | 25-27    |
| 24.01 | 20:30 | Noruega  | -      | França   | 26-31    |
| 25.01 | 16:15 | Alemanya | -      | Noruega  | 25-35    |
| 25.01 | 18:30 | Espanya  | -      | Hongria  | 30-24    |
| 25.01 | 20:15 | França   | -      | Islàndia | 34-28    |

- (¹) – Tots a Jönköping.

### Grup II
| Equip     | J | G | E | P | GF  | GC  | DG  | PTS |
| --------- | - | - | - | - | --- | --- | --- | --- |
| Dinamarca | 5 | 5 | 0 | 0 | 154 | 131 | +23 | 10  |
| Suècia    | 5 | 3 | 0 | 2 | 127 | 124 | +3  | 6   |
| Croàcia   | 5 | 2 | 1 | 2 | 142 | 129 | +13 | 5   |
| Polònia   | 5 | 2 | 0 | 3 | 123 | 129 | -6  | 4   |
| Sèrbia    | 5 | 1 | 1 | 3 | 127 | 139 | -12 | 3   |
| Argentina | 5 | 1 | 0 | 4 | 117 | 139 | -22 | 2   |

- Resultats

| Data  | Hora  | Partit    | Partit | Partit     | Resultat |
| ----- | ----- | --------- | ------ | ---------- | -------- |
| 22.01 | 18:15 | Croàcia   | -      | Argentina¹ | 36-18    |
| 22.01 | 18:15 | Sèrbia    | -      | Suècia²    | 24-28    |
| 22.01 | 20:15 | Dinamarca | -      | Polònia²   | 28-27    |
| 23.01 | 18:15 | Suècia    | -      | Croàcia²   | 29-25    |
| 23.01 | 20:15 | Argentina | -      | Dinamarca² | 24-31    |
| 23.01 | 20:15 | Polònia   | -      | Sèrbia¹    | 27-26    |
| 25.01 | 18:15 | Croàcia   | -      | Polònia¹   | 28-24    |
| 25.01 | 20:15 | Sèrbia    | -      | Argentina¹ | 26-25    |
| 25.01 | 20:15 | Dinamarca | -      | Suècia²    | 27-24    |

- (¹) – A Lund.
- (²) – A Malmö.

## Fase final

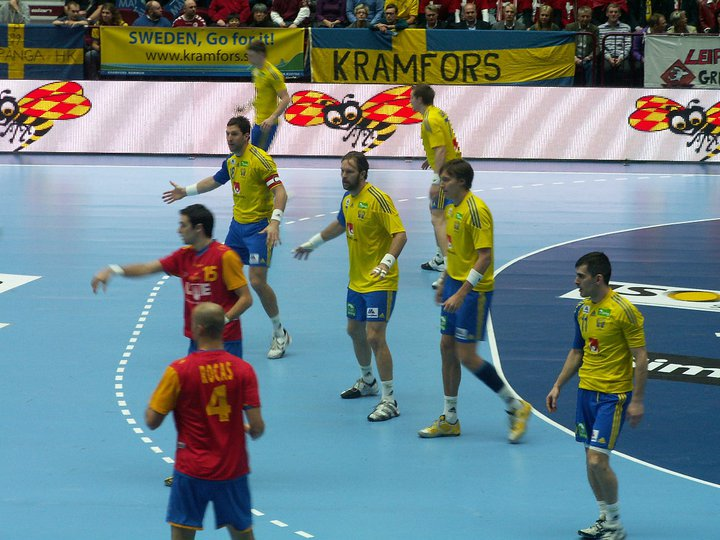
Partit pel bronze entre Suècia i Espanya

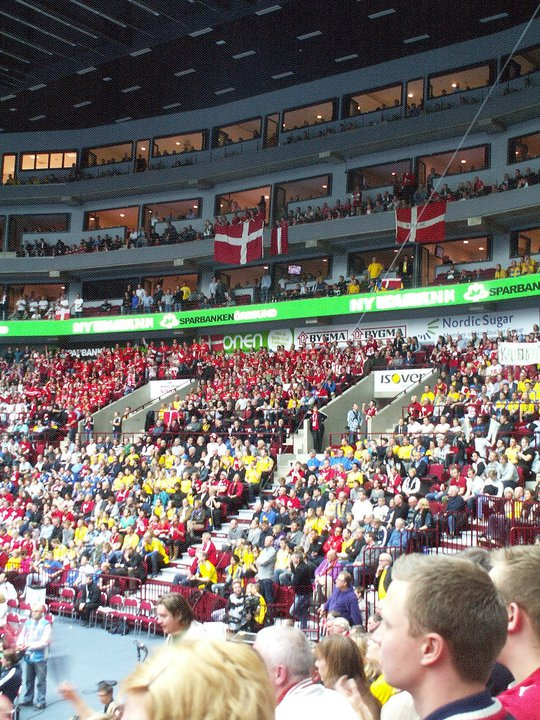
Aspecte del Malmö Arena durant la final entre França i Dinamarca

- Tots els partits a l'hora local de Suècia (UTC + 1).

|  | Semifinals | Semifinals |    |        | Final       | Final |
|  |            |            |    |        |             |       |
|  |            |            |    |        |             |       |
|  | Suècia     | 26         |    |        |             |       |
|  | França     | 29         |    |        |             |       |
|  |            |            |    |        |             |       |
|  |            |            |    |        |             |       |
|  |            |            |    |        | França      | 37    |
|  |            | Dinamarca  | 35 |        |             |       |
|  |            |            |    |        |             |       |
|  |            |            |    |        |             |       |
|  |            |            |    |        | Tercer lloc |       |
|  |            |            |    |        |             |       |
|  | Dinamarca  | 28         |    | Suècia | 23          |       |
|  | Espanya    | 24         |    |        | Espanya     | 24    |

### Partits de classificació
Onzè lloc
| Data  | Hora  | Partit   | Partit | Partit    | Resultat |
| ----- | ----- | -------- | ------ | --------- | -------- |
| 27.01 | 18:00 | Alemanya | -      | Argentina | 40-35    |

- (¹) – A Kristianstad.

Novè lloc
| Data  | Hora  | Partit¹ | Partit¹ | Partit¹ | Resultat |
| ----- | ----- | ------- | ------- | ------- | -------- |
| 27.01 | 20:30 | Noruega | -       | Sèrbia  | 32-31    |

- (¹) – A Kristianstad.

Setè lloc
| Data  | Hora  | Partit¹ | Partit¹ | Partit¹ | Resultat |
| ----- | ----- | ------- | ------- | ------- | -------- |
| 28.01 | 18:00 | Polònia | -       | Hongria | 28-31    |

- (¹) – A Kristianstad.

Cinquè lloc
| Data  | Hora  | Partit¹ | Partit¹ | Partit¹  | Resultat |
| ----- | ----- | ------- | ------- | -------- | -------- |
| 28.01 | 20:30 | Croàcia | -       | Islàndia | 34-33    |

- (¹) – A Malmö.

### Semifinals
| Data  | Hora  | Partit¹   | Partit¹ | Partit¹ | Resultat |
| ----- | ----- | --------- | ------- | ------- | -------- |
| 28.01 | 18:00 | Suècia    | -       | França  | 26-29    |
| 28.01 | 20:30 | Dinamarca | -       | Espanya | 28-24    |

- (¹) – El primer a Malmö i el segon a Kristianstad.

### Tercer lloc
| Data  | Hora  | Partit | Partit | Partit  | Resultat |
| ----- | ----- | ------ | ------ | ------- | -------- |
| 30.01 | 14:30 | Suècia | -      | Espanya | 23-24    |

- (¹) – A Malmö.

### Final
| Data  | Hora  | Partit | Partit | Partit    | Resultat |
| ----- | ----- | ------ | ------ | --------- | -------- |
| 30.01 | 17:00 | França | -      | Dinamarca | 37-35    |

- (¹) – A Malmö.

## Medaller
| · França | · Dinamarca | · Espanya |
| William Accambray Luc Abalo Xavier Barachet Arnaud Bingo Sébastien Bosquet Didier Dinart Jérôme Fernandez Bertrand Gille Michaël Guigou Samuel Honrubia Guillaume Joli Franck Junillon Nikola Karabatić Daouda Karaboué Thierry Omeyer Bertrand Roiné Cédric Sorhaindo | Jacob Bagersted Lasse Boesen Lars Christiansen Mads Christiansen Anders Eggert Mikkel Hansen René Toft Hansen Michael Knudsen Niklas Landin Rasmus Lauge Hans Lindberg Thomas Mogensen Jesper Nøddesbo Kasper Nielsen Sørenn Rasmussen Kasper Søndergaard Bo Spellerberg Lasse Svan Hansen | Julen Aguinagalde Joan Cañellas Alberto Entrerríos Raúl Entrerríos Rubén Garabaya Roberto García Parrondo Juanín García Eduardo Gurbindo José Javier Hombrados Jorge Maqueda Viran Morros Albert Rocas José María Rodríguez Iker Romero Arpad Šterbik Cristian Ugalde |
| Claude Onesta (seleccionador) | Ulrik Wilbek (seleccionador) | Valero Rivera (seleccionador) |

1. ↑  «Team Roster». Portal de la IHF, 26 de gener de 2011.
2. ↑  «Team Roster». Portal de la IHF, 26 de gener de 2011.
3. ↑  «Team Roster». Portal de la IHF, 26 de gener de 2011.

## Classificació final i estadístiques

### Classificació final

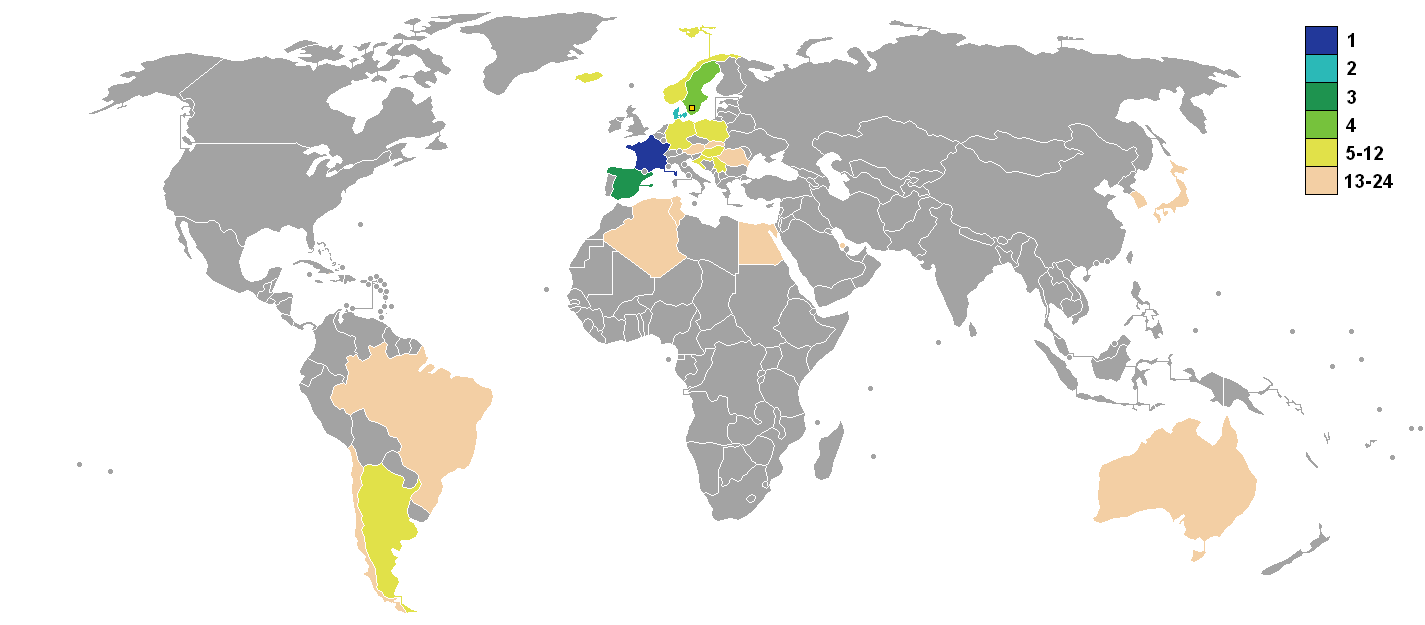
Campió
Finalista
Tercer lloc
Quart lloc
Partits de classificació (5è–12è)
Llocs de classificació (13è–24è)

| Campió Finalista | Tercer lloc Quart lloc | Partits de classificació (5è–12è) Llocs de classificació (13è–24è) |

|    | França        |
|    | Dinamarca     |
|    | Espanya       |
| 4  | Suècia        |
| 5  | Croàcia       |
| 6  | Islàndia      |
| 7  | Hongria       |
| 8  | Polònia       |
| 9  | Noruega       |
| 10 | Sèrbia        |
| 11 | Alemanya      |
| 12 | Argentina     |
| 13 | Corea del Sud |
| 14 | Egipte        |
| 15 | Algèria       |
| 16 | Japó          |
| 17 | Eslovàquia    |
| 18 | Àustria       |
| 19 | Romania       |
| 20 | Tunísia       |
| 21 | Brasil        |
| 22 | Xile          |
| 23 | Bahrain       |
| 24 | Austràlia     |

| Classif. | Nom                | Equip         | %     | Aturades | Tirs |
| -------- | ------------------ | ------------- | ----- | -------- | ---- |
| 1        | Daouda Karaboué    | França        | 47.5% | 56       | 118  |
| 2        | Johan Sjöstrand    | Suècia        | 41.5% | 108      | 260  |
| 3        | Johannes Bitter    | Alemanya      | 41.0% | 96       | 234  |
| 4        | Ole Erevik         | Noruega       | 40.4% | 69       | 171  |
| 5        | Niklas Landin      | Dinamarca     | 39.5% | 121      | 306  |
| 6        | Lee Chang-Woo      | Corea del Sud | 39.1% | 45       | 115  |
| 7        | Park Chan-Young    | Corea del Sud | 38.4% | 58       | 151  |
| 8        | Nándor Fazekas     | Hongria       | 38.2% | 92       | 241  |
| 9        | Abdelmalek Slahdji | Algèria       | 37.7% | 81       | 215  |
| 10       | Thierry Omeyer     | França        | 37.5% | 110      | 293  |

| Rànquing | Nom                     | Equip     | Gols | Tirs | %   |
| -------- | ----------------------- | --------- | ---- | ---- | --- |
| 1        | Mikkel Hansen           | Dinamarca | 68   | 121  | 56% |
| 2        | Håvard Tvedten          | Noruega   | 56   | 86   | 64% |
| 2        | Marko Vujin             | Sèrbia    | 56   | 114  | 49% |
| 4        | Vedran Zrnić            | Croàcia   | 54   | 71   | 76% |
| 4        | Bjarte Myrhol           | Noruega   | 54   | 71   | 76% |
| 6        | Alexander Petersson     | Islàndia  | 53   | 88   | 60% |
| 7        | Nikola Karabatić        | França    | 51   | 80   | 64% |
| 8        | Tomasz Tłuczyński       | Polònia   | 47   | 60   | 78% |
| 8        | Guðjón Valur Sigurðsson | Islàndia  | 47   | 69   | 68% |
| 10       | Niclas Ekberg           | Suècia    | 43   | 67   | 64% |

| Classif. | Nom                | Equip         | %     | Aturades | Tirs |
| -------- | ------------------ | ------------- | ----- | -------- | ---- |
| 1        | Daouda Karaboué    | França        | 47.5% | 56       | 118  |
| 2        | Johan Sjöstrand    | Suècia        | 41.5% | 108      | 260  |
| 3        | Johannes Bitter    | Alemanya      | 41.0% | 96       | 234  |
| 4        | Ole Erevik         | Noruega       | 40.4% | 69       | 171  |
| 5        | Niklas Landin      | Dinamarca     | 39.5% | 121      | 306  |
| 6        | Lee Chang-Woo      | Corea del Sud | 39.1% | 45       | 115  |
| 7        | Park Chan-Young    | Corea del Sud | 38.4% | 58       | 151  |
| 8        | Nándor Fazekas     | Hongria       | 38.2% | 92       | 241  |
| 9        | Abdelmalek Slahdji | Algèria       | 37.7% | 81       | 215  |
| 10       | Thierry Omeyer     | França        | 37.5% | 110      | 293  |

| Rànquing | Nom                     | Equip     | Gols | Tirs | %   |
| -------- | ----------------------- | --------- | ---- | ---- | --- |
| 1        | Mikkel Hansen           | Dinamarca | 68   | 121  | 56% |
| 2        | Håvard Tvedten          | Noruega   | 56   | 86   | 64% |
| 2        | Marko Vujin             | Sèrbia    | 56   | 114  | 49% |
| 4        | Vedran Zrnić            | Croàcia   | 54   | 71   | 76% |
| 4        | Bjarte Myrhol           | Noruega   | 54   | 71   | 76% |
| 6        | Alexander Petersson     | Islàndia  | 53   | 88   | 60% |
| 7        | Nikola Karabatić        | França    | 51   | 80   | 64% |
| 8        | Tomasz Tłuczyński       | Polònia   | 47   | 60   | 78% |
| 8        | Guðjón Valur Sigurðsson | Islàndia  | 47   | 69   | 68% |
| 10       | Niclas Ekberg           | Suècia    | 43   | 67   | 64% |

| Campions del món de 2011 França Quart títol Plantilla Jérôme Fernandez, Didier Dinart, Xavier Barachet, Bertrand Gille, Guillaume Joli, Samuel Honrubia, Daouda Karaboué, Nikola Karabatić, Franck Junillon, Thierry Omeyer, William Accambray, Luc Abalo, Cédric Sorhaindo, Michaël Guigou, Bertrand Roine, Sébastien Bosquet, i Arnaud Bingo. Entrenador: Claude Onesta. |